# Васильківський кіш Вільного козацтва

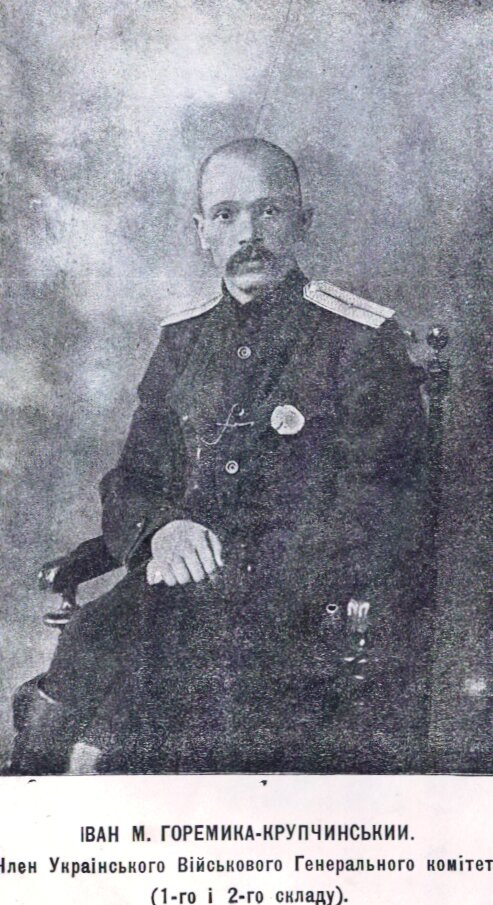
Іван Горемика-Купчинський — отаман Васильківського Коша Вільного козацтва

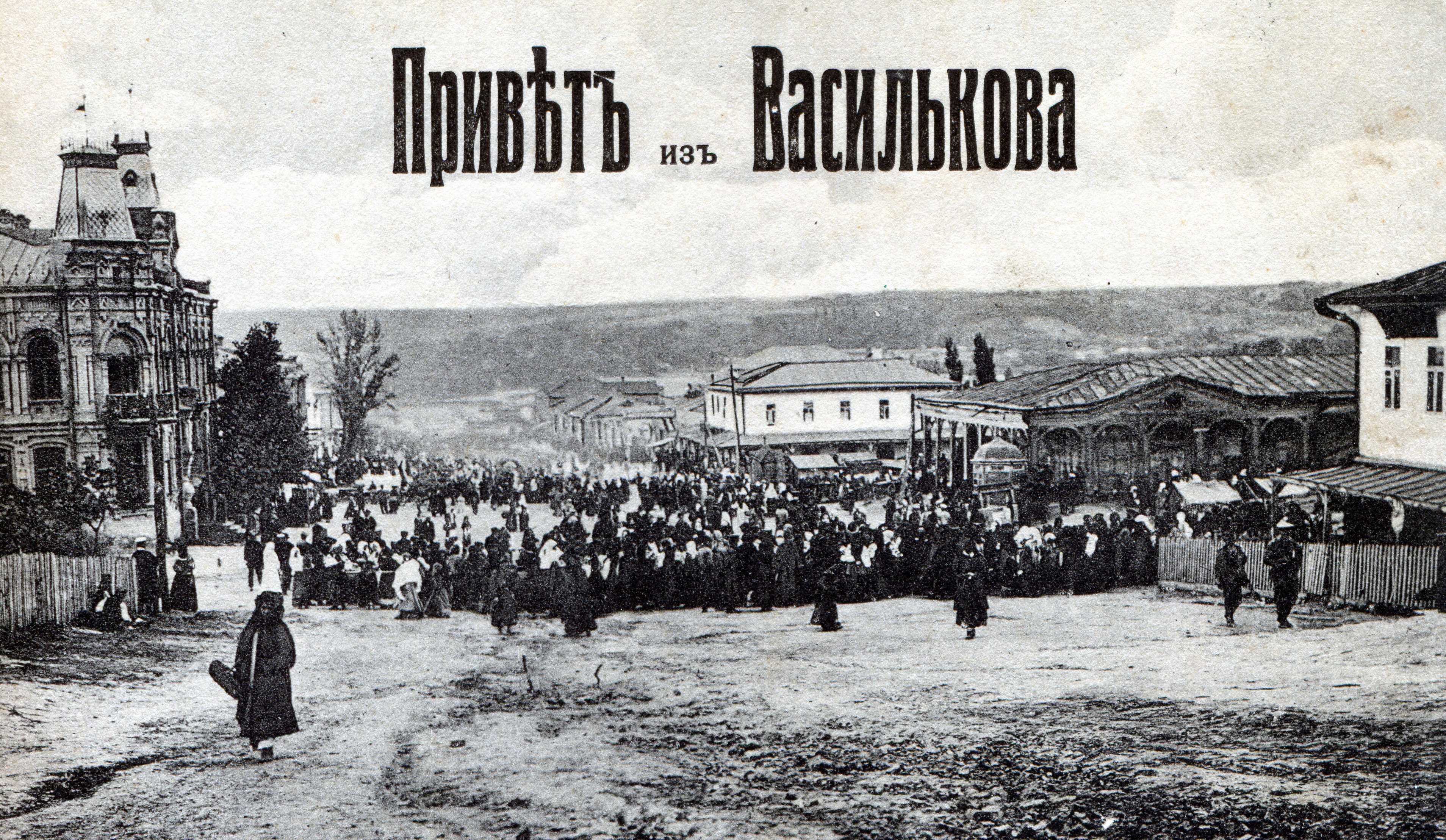
Ярмарок на центральній площі містечка Васильків на Київщині. У цьому містечку 22 лютого 1918 р. було засновано Васильківський кіш Вільного козацтва. Поштова листівка. Поч. ХХ ст.

Василькі́вський кіш Ві́льного коза́цтва — це військовий добровольчий підрозділ Армії УНР. Був створений на традиціях запорозьких козаків як добровольчий підрозділ для боротьби з більшовиками у часі Першої російсько-української війни.

## Історія

### Заснування та устрій

Воєнний міністр УНР Олександр Жуківський

Кіш Васильківського Вільного козацтва засновано 22 лютого 1918 року. Кошовим отаманом обрано Івана-Горемику-Крупчинського. Ці сили самооборони сформувалися на підставі наказу Воєнного міністра УНР Олександра Жуківського для того, аби підсилити Армію Української Народної Республіки.
У Васильківському вільному козацтві запроваджувалися класичні козацькі традиції. Вільні козаки не визнавали влади військових комітетів. Звертання «товариш» прирівнювалося до лайки, адже ним активно послуговувалися більшовики і соціалісти. Старшин призначали наказом кошового отамана. Запроваджувався козацький суд честі. До Коша приймали тільки знайомих і чесних козаків.
Своєю метою вільне козацтво Василькова визначило «боротьбу проти большевиків і самого большевизму, а здобувши перемогу над ворогом, — встановити лад і спокій у рідному краю. Ні в які політичні справи козацтво не втручається».
Бойовий шлях Васильківського Коша Вільного козацтва дослідив і описав історик та журналіст Андрій Ковальов у своїй книзі «З Архістратигом на щитах…»

### Бойові походи
Перший похід проти більшовиків Вільне козацтво здійснило на станцію Васильків, де в той час перебувало близько шести тисяч червоногвардійців. Вранці 23 лютого дві сотні козаків на чолі з курінним отаманом Засухою без кровопролиття роззброїли більшовицький гарнізон у Василькові. Найбільшу відвагу виявили старшини Кліменко і Волошин.

Федір Артеменко, полковник Армії УНР в однострої Січових Стрільців

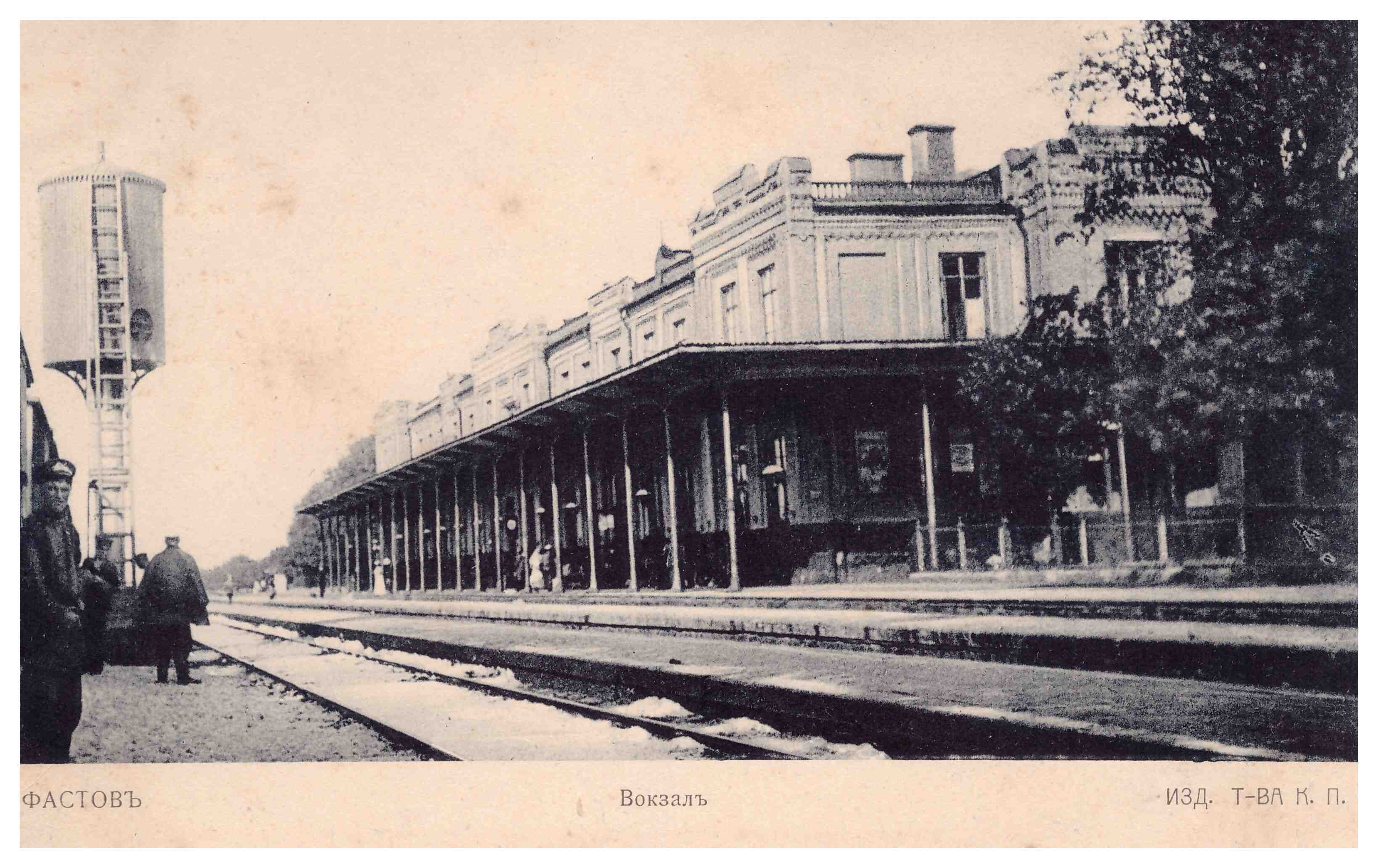
Вокзал залізничної станції Фастів, який 24 лютого 1918 р. українські війська на чолі із сотником Федором Артеменком відвоювали у більшовиків. Поштова марка. Поч. ХХ ст.

У цей час Горемика-Крупчинський намагався встановити зв'язок із Першим українським корпусом військ Центральної Ради, що перебував у Білій Церкві, і з військовим гарнізоном Військ Центральної Ради у Фастові, яким командував сотник Федір Артеменко (український повстансько-партизанський командир «Отаман Орлик»). Командування Першого Українського корпусу, не маючи змоги протистояти більшовикам, проголосило нейтралітет. Горемика-Крупчинський надіслав Третю сотню Вільного козацтва Василькова до Фастова, на підмогу сотнику Артеменку для боротьби з більшовицькими підрозділами.
24 лютого 1918 року українські війська на чолі з сотником Артеменком здобули Фастів. Було взято в полон і заарештовано представників більшовицької окупаційної адміністрації у Фастові.
25 лютого загін вільних козаків на чолі з сотником Федором Артеменком та старшиною Сініцею вирушили на зустріч більшовицьким загонам, що наступали залізницею з боку Білої Церкви. На станції Устинівка (біля села Устимівка сучасного Васильківського району на Київщині) відбувся короткий бій, і більшовики відступили до Білої Церкви.
У цей час Горемика-Крупчинський роззброїв «великий більшовицький загон у сімафора» станції Фастів, що прибув зі станції Жмеринка й захопив станцію Кожанка (сучасне селище Кожанка Фастівського району).
27 лютого 1918 року почалася розробка плану походу Вільного козацтва на станцію Боярка, а звідти на Київ. Ешелони для цього походу було доручено готувати старшині Армії УНР Михайлу Тхоржевському.
Горемика-Крупчинський розробляв план походу на Київ разом із полковником Кейхелем. За свідченням Горемики-Крупчинського, полковник Кейхель виконував обов'язки «головноначальствуючого» міста Фастова та округи.
Ввечері 27 лютого 1918 року, близько десятої ночі, перший бойовий ешелон на чолі зі старшинами: Іваном Горемикою-Крупчинським, Федором Артеменком, Михайлом Тхоржевським, Віталієм Скаржановським, Антоном Скаржановським та Миколою Плотницьким — рушив залізницею зі станції Фастів на станцію Боярка.
На світанку 28 лютого, коли потяг підходив до станції Васильків, більшовицькі загони обстріляли ешелон.
На станції Васильків українські підрозділи захопили шість польових тридюймових гармат, снаряди до них, кухні та інший військовий реманент.
Український ешелон зупинився на станції Васильків. У бік більшовицьких позицій на станції Боярка була вислана розвідка. За нею рушив потяг з основними силами. У районі платформи села Глеваха відбулася перестрілка. Більшовики намагалися обійти з флангів і захопити український ешелон, але їх було обстріляно українцями з гармат і кулеметів.
Червоні відступили на станцію Боярка й почали тікати далі по залізниці в бік Києва. О 4-й годині ранку 1 березня 1918 року за новим стилем українські війська ввійшли до Боярки.

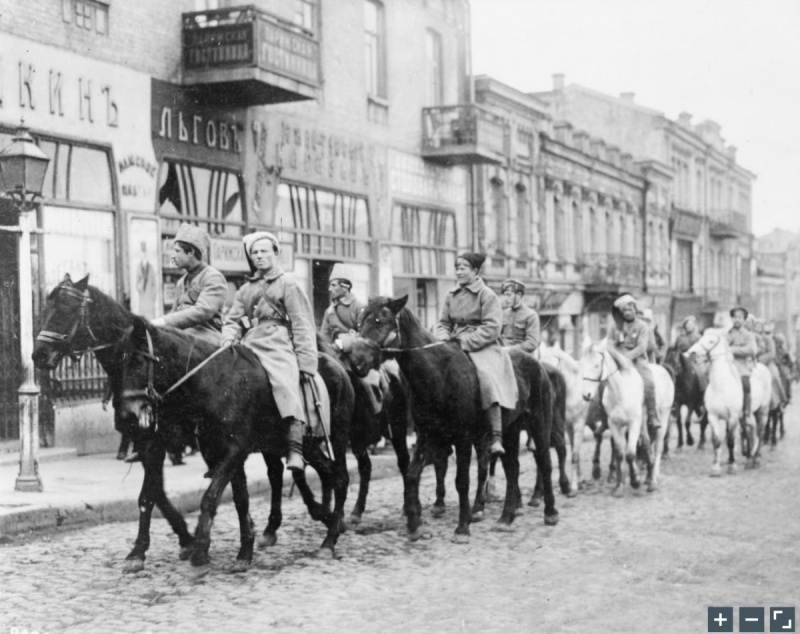
Вступ до Києва Вільного козацтва 1 березня 1918 року

У ході бою за станцію Боярка українські воїни взяли в полон вісьмох червоногвардійців і одного матроса. Було також захоплено два кулемети системи «Максим» зі стрічками до них та сотню гвинтівок.
Після звільнення станції Боярка та села Будаївка Іван Горемика-Крупчинський видає письмовий наказ про призначення в Боярці місцевої влади.

### Участь куреня Вільного козацтва Васильківщини у звільненні Києва від більшовиків
Уже 1 березня 1918 року о 5 годині ранку українська розвідка продовжила просування по залізниці до станції Жуляни. Розвідка встановила, що станція Жуляни зайнята більшовиками. також в околицях станції перебуває кількатисячний контингент чехо-словацького легіону. Чехо-словацький легіон — це добровольчі чеські та словацькі підрозділи, сформовані 1914 р. у складі Російської імператорської армії, брали участь у боях проти Австро-угорської та Німецької армій на боці військ Антанти. Спочатку ці підрозділи іменувалися просто Чеськими корпусами й частинами, термін «легіони» стали використовувати незабаром після закінчення Першої світової війни. Під час наступу німецьких і австро-угорських військ на Київ у березні 1918 року чехо-словацький легіон вступав із ними в бій. Щодо Армії УНР чехо-словаки часто займали нейтральну позицію, проте траплялися ситуації, коли чехо-словацькі воїни помилково вступали в бій із підрозділами Армії УНР. Розвідка також з'ясувала, що більшовики розібрали колію біля платформи Жуляни, очевидно щоб затримати просування українських військ. Коли розвідка поверталася до українського ешелону, ворог відкрив кулеметний та гарматний вогонь. Розпочалася перестрілка між більшовиками, що займали станцію, та українським ешелоном.
Червоні залишили Жуляни й почали відступати до Києва через станцію Пост-Волинський (нині станція Київ-Волинський). Про це начальника станції Боярка Петра Тимошенка сповістив начальник станції Пост-Волинський. За наказом начальника розвідки Віталія Скаржановського була відновлена залізнична колія. Українці зайняли станцію Жуляни й виявили в шанцях в околицях станції залишки червоних окупантів. Частина червоних загинула в перестрілці, а решта відступили в напрямку Кадетського гаю в Києві.
Під час бою на станції Жуляни (сучасне місто Вишневе) українці полонили двох червоногвардійців та чотирьох більшовицьких матросів. Український ешелон рушив на штурм Києва. На станції Пост-Волинський, за словами Горемики-Крупчинського, до українського підрозділу зголосилися добровольцями в ранзі простих козаків «весь склад желізнодорожної адміністрації на чолі з Начальником шляхів».
Як згадував Горемика-Крупчинський, коли український ешелон минув станцію Пост-Волинський і доїхав до повороту на станцію Київ-Перший, назустріч їм виїхав більшовицький панцерник «Ленін Товарний». Почалася перестрілка. Обстріляний українцями з гармат, більшовицький панцерник відступив. Після жорсткого бою, близько 13 години 1 березня 1918 року, українським військам вдалося здобути станцію Київ. Згодом кіш Вільного козацтва взяв під контроль також станцію Київ-Товарний. Отаман Іван Горемика-Крупчинський та сотник Федір Артеменко виставили козацьку варту для охорони урядових інституцій і підтримання ладу в місті. Охороною станції Київ опікувався сотник Плотницький.
Після бою на станції Київ-Товарний загони більшовиків разом із загонами чехо-словацького легіону почали відступ на лівий берег Дніпра.
1 березня 1918 року, о 15:40, на станцію Київ прибув перший ешелон німецьких військ. О 20:00 з боку Святошина з боями вступили загони гайдамаків Армії УНР. У своєму звіті Іван Горемика-Крупчинський підкреслює, що 2 березня він отримав звістку про те, що 3 березня о 19:00 до Києва з парадом прибуде отаман Симон Петлюра. Коли Симон Васильович Петлюра приймав у Києві парад, то, за словами Горемики-Крупчинського, його підрозділи разом із німцями вели бої з більшовиками в районі Дарниці.

### Розформування і завершення бойового шляху
Після визволення території Київщини від більшовиків у квітні 1918 року Васильківський кіш Вільного козацтва розформовується і перетворюється на Таращанську охоронну сотню для охорони громадського порядку.

## Військовики Васильківського Коша Вільного козацтва
- Артеменко Федір Петрович — старшина Армії УНР.
- Іван Горемика-Купчинський — отаман Васильківського Коша Вільного козацтва.
- Гончар Овсій Іванович — громадський і військовий діяч УНР
- Марко Семенович Шляховий — український повстансько-партизанський отаман «Кармелюк», комендант Будаївської волості.
- Микола Васильович Плотницький — старшина Васильківського Коша Вільного козацтва у лютому — березні 1918 р.
- Микола Єфремович Пожар — заступник старшини Будаївської волості.